# Barbara Barrie
Barbara Barrie (ur. 23 maja 1931 w Chicago) – amerykańska aktorka i pisarka książek dla dzieci.
Zdobyła nagrodę w 1964 roku na Festiwalu w Cannes za rolę Julie Richards w filmie Czarne i białe (One Potato, Two Potato). Została nominowana także do dwóch nagród.

## Nagrody
- Nagroda na MFF w Cannes Najlepsza aktorka: 1964 Czarne i białe